# جاكوبو غيزي
جاكوبو غيزي هو لاعب كرة قدم إيطالي، ولد في 17 فبراير 2002 في إيطاليا.

## وصلات خارجية
- جاكوبو غيزي على موقع قاعدة بيانات كرة القدم.إي يو (الإنجليزية)
- جاكوبو غيزي على موقع Soccerway.com (الإنجليزية)